# Villa Aldama
Villa Aldama är en ort i Mexiko.   Den ligger i kommunen Villa Aldama och delstaten Veracruz, i den sydöstra delen av landet, 200 km öster om huvudstaden Mexico City. Villa Aldama ligger 2 409 meter över havet och antalet invånare är 3 291.
Terrängen runt Villa Aldama är varierad. Runt Villa Aldama är det ganska tätbefolkat, med 86 invånare per kvadratkilometer. Närmaste större samhälle är Perote, 9,8 km söder om Villa Aldama. I omgivningarna runt Villa Aldama växer huvudsakligen savannskog.